# Gymnelia nigricornis
Gymnelia nigricornis är en fjärilsart som beskrevs av Fabricius 1787. Gymnelia nigricornis ingår i släktet Gymnelia och familjen björnspinnare. Inga underarter finns listade i Catalogue of Life.